# Манвеловка
Манвеловка (укр. Манвелівка) — село, Васильковская поселковая община, Синельниковский район, Днепропетровская область, Украина. Население по данным 2025 года составляет 663 человека.
Код КОАТУУ — 1220755107. Население по переписи 2001 года составляло 912 человек. Названо в честь основателя поселения меннонита Манвела.

## Географическое положение
Село Манвеловка находится на расстоянии в 1 км от села Красное и в 1,5 км от села Нововасильковка. По селу протекает пересыхающий ручей с запрудой.

## История
В VII—IX веке территория Манвеловки входила в венгерское государственное образования Леведия. В венгерском погребении (IX — первая половина X века) возле села был найден комплекс вещей с серебряной маской, хранится в Днепропетровском историческом музее. Шлем из древнемадьярского захоронения IX—X веков у села Манвеловка отличается тульёй из четырёх склёпанных пластин, в основании скреплённых обручем, а сверху к тулье на 4 заклёпках крепилась втулка. Обрез пластин волнообразный, по краю — медная прокладка. В налобной части шлем украшен фигурой в виде трезубца, к которой крепился наносник.
Само село было основано в первой половине XIX века паном Дмитренко. Первоначальное название села достоверно не известно. В 1874 году жена Дмитренко продала село князю Манвелову. Но уже в 1880 году эти земли были проданы немцам-колонистам (меннониты). Стройкой села занимались именно колонисты, которые называли село Манвеловкой.
Немцы-колонисты пробыли на территории села до 1929 года, когда их вывезли в Сибирь. После этого на базе села был основан колхоз им. Косиора по выращиванию сои. Также в состав колхоза вошли сёла: Шевякино, Крутоярка, Точка, Красное, а также усадьба Шпренгальса. Тогда же была основана и начальная школа.
В советские годы Манвеловка входила в колхоз № 626. В 1950 году к нему был присоединён колхоз им. Ворошилова.

## Экономика
- «Виктор», агрофирма.
- «626», ООО (При СССР — «Колхоз № 626»).

## Объекты социальной сферы
- Школа.[7][8]
- Детский сад.
- Клуб.
- Библиотека.

## Достопримечательности
- В венгерском захоронении (IX—X века) около села Манвеловка был найден комплекс вещей с серебряной маской[9].